# Arma impropria
Per arma impropria, in Italia, si intende uno strumento che può essere atto ad offendere, ma che non ne abbia lo scopo tipico.

## Disciplina normativa
La definizione di arma impropria si ricava dagli articoli 585 e 704 del codice penale italiano. Riguardo al porto di tali oggetti la legge 18 aprile 1975, n. 110, ad eccezione delle autorizzazioni previste dall'art. 42 comma 3° del TULPS, stabilisce che non possono essere portati salvo che non vi sia giustificato motivo: strumenti da punta o da taglio, mazze, tubi, catene, fionde, bulloni, sfere metalliche, nonché qualsiasi altro strumento  utilizzabile per l'offesa alla persona, essendone consentita detenzione nelle abitazioni private.
Il porto quindi è consentito solo se si ravvisa una ragione obiettivamente valida per farlo (cioè se l'oggetto sarà usato solo per la sua destinazione primaria); infatti in base al principio della motivazione chiunque porti con sé uno di questi oggetti, se fermato dalle forze di polizia, dovrà infatti fornire una giustificazione convincente (ad esempio dimostrare che sta andando ad eseguire un lavoro, ovvero che l'oggetto gli è al momento necessario per un'attività legata alla funzione primaria dell'oggetto stesso). Così per esempio un falegname potrà trasportare con sé, all'atto del proprio operato, vari strumenti potenzialmente pericolosi (cacciaviti, seghe, martelli e così via) perché essenziali per il lavoro che dovrà svolgere o che ha appena svolto. Vi è quindi l'inversione dell'onere della prova (secondo il principio dell'"innocenza fino a prova contraria").
Archi e balestre vengono considerati come strumenti sportivi e per uso venatorio e per questo rientrano fra le armi improprie.

## Aspetti giuridici e legali
Potenzialmente qualunque oggetto privo di apparente idoneità all'offesa, che sia in concreto utilizzato per procurare lesioni personali, pu esser considerato arma impropria giacché il porto dell'oggetto stessi cessa di essere giustificato nel momento in cui viene meno il collegamento immediato con la sua funzione per essere tale oggetto utilizzato come arma. Quindi tutti gli atti di flagellazione o di fustigazione, condotti con strumenti flessibili o semi-flessibili (una cintura, un cavo, un tubo o una spazzola), in Italia sono qualificabili "lesione personale procurata con l'uso di strumenti atti ad offendere" (con l'aggravante di cui all'art. 585, comma 2 n. 2 del codice penale italiano), considerato che devono considerarsi
armi improprie tutti gli strumenti, ancorché non da punta o da taglio, che in particolari
circostanze di tempo e di luogo possono essere utilizzati per l'offesa alla persona anche utilizzando un ombrello.